# Тина Блејд
Дуња Микулчић (Копривница, 22. октобар 1990), позната под уметничким именом Тина Блејд (енгл. Tina Blade), хрватска је порнографска глумица.

## Каријера
Тина живи у Вараждину, студирала је машинство. Каријеру порно-глумице започела је 2011. године. Први порно филм је снимила са Пир Водманом који је био задовољан њеним радом и изненађен када је видео да може сквиртовати и до четири метра, то јој је донело популарност и скренуло велику пажњу медијима, о чему су више пута писали. Осим у Хрватској, порно-филмове снима у целој Европи. Снимала је и са познатим порно глумцем Роко Сифредијем. У Словенији је 2012. снимала порнографски филм Идемо својим путем, где је остварила значајну улогу, и стекла популарност у земљама бивше Југославије. Више пута је наступала са хрватском порнографском глумицом Алексом Вајлд и српском порно звездом Чери Кис. Са Наташом је снимила порнографски филм Nataša i Tina Hrvatske seks bombe.
Наступала је на сајму Еротике који је одржан у Цељу у организацији Цељског сајма и Завода за културу порнографије 69.